# Barnag
Barnag je vas na Madžarskem, ki upravno spada pod podregijo Veszprémi Županije Veszprém.